# Anachis coronata
Anachis coronata är en snäckart som först beskrevs av Sowerby 1832.  Anachis coronata ingår i släktet Anachis och familjen Columbellidae.

## Underarter
Arten delas in i följande underarter:
- A. c. coronata
- A. c. hannana